# Женишек, Ладислав
Ладислав Женишек (7 марта 1904 Винограды, — 14 мая 1985) — чехословацкий футболист и тренер. За сборную Чехословакии Женишек сыграл 22 матча.
Финалист чемпионата мира 1934 года.
Наиболее известен по играм в Виктории Жижков и Славия Прага.
После завершения карьеры тренировал несколько чехословацких клубов, а также сборную Чехословакии.